# Michael Del Zotto
Michael Del Zotto (né le 24 juin 1990 à Stouffville, Ontario au Canada) est un joueur professionnel canadien de hockey sur glace. Il évolue au poste de défenseur.

## Biographie

### Carrière en club
Défenseur à caractère offensif, il fut sélectionné en 1re ronde lors du repêchage de 2008 de la Ligue nationale de hockey par les Rangers de New York. Il venait de terminer sa deuxième saison avec les Generals d'Oshawa de la Ligue de hockey de l'Ontario. Il participe avec l'équipe LHO au Défi ADT Canada-Russie en 2007 et 2008. 
Le 22 janvier 2014, il est échangé aux Predators de Nashville en retour du défenseur Kevin Klein. À la fin de la saison 2013-2014, il est joueur autonome avec restriction, mais ne reçoit pas d'offre qualificative de la part des Prédateurs. Il devient alors agent libre sans compensation. 
Le 5 août 2014, il signe un contrat de 1 an avec les Flyers de Philadelphie. À la fin de l'entente, il devient à nouveau joueur autonome avec compensation et les Flyers lui soumettent une offre qualificative pour conserver ses droits. Il décide néanmoins de recourir à l'arbitrage salarial, le 5 juillet 2015. Les deux parties évitent toutefois une audience en arbitrage et s'entendent sur les termes d'un contrat de 2 ans, le 16 juillet. 
Le 1er juillet 2017, il teste le marché des agents libres et signe un contrat de 2 ans avec les Canucks de Vancouver.
Le 17 janvier 2019, il est échangé aux Ducks d'Anaheim en retour de Luke Schenn et d'un choix de 7e tour en 2020. Il est à nouveau échangé le 25 février 2019, dans les dernières heures des transactions de la saison, aux Blues de Saint-Louis en retour d'un choix de 6e ronde au  repêchage de 2019. 

### Carrière internationale
Il représente l'équipe du Canada au niveau international.

## Trophées et honneurs personnels
- Nommé dans l'équipe d'étoiles des recrues de la Ligue nationale de hockey en 2010.

## Statistiques

### En club
| Saison     | Équipe                   | Ligue      |     | Saison régulière | Saison régulière | Saison régulière | Saison régulière | Saison régulière |   | Séries éliminatoires | Séries éliminatoires | Séries éliminatoires | Séries éliminatoires | Séries éliminatoires |
| Saison     | Équipe                   | Ligue      | PJ  | B                | A                | Pts              | Pun              | PJ               | B | A                    | Pts                  | Pun                  |                      |                      |
| 2006-2007  | Generals d'Oshawa        | LHO        | 64  | 10               | 47               | 57               | 78               | 9                | 3 | 9                    | 12                   | 14                   |                      |                      |
| 2007-2008  | Generals d'Oshawa        | LHO        | 64  | 16               | 47               | 63               | 82               | 15               | 2 | 6                    | 8                    | 38                   |                      |                      |
| 2008-2009  | Generals d'Oshawa        | LHO        | 34  | 7                | 26               | 33               | 48               | -                | - | -                    | -                    | -                    |                      |                      |
| 2008-2009  | Knights de London        | LHO        | 28  | 6                | 24               | 30               | 30               | 14               | 3 | 16                   | 19                   | 18                   |                      |                      |
| 2009-2010  | Rangers de New York      | LNH        | 80  | 9                | 28               | 37               | 32               | -                | - | -                    | -                    | -                    |                      |                      |
| 2010-2011  | Rangers de New York      | LNH        | 47  | 2                | 9                | 11               | 20               | -                | - | -                    | -                    | -                    |                      |                      |
| 2010-2011  | Whale du Connecticut     | LAH        | 11  | 0                | 7                | 7                | 8                | -                | - | -                    | -                    | -                    |                      |                      |
| 2011-2012  | Rangers de New York      | LNH        | 77  | 10               | 31               | 41               | 36               | 20               | 2 | 8                    | 10                   | 12                   |                      |                      |
| 2012-2013  | Rapperswil-Jona Lakers   | LNA        | 9   | 2                | 5                | 7                | 10               | -                | - | -                    | -                    | -                    |                      |                      |
| 2012-2013  | Rangers de New York      | LNH        | 46  | 3                | 18               | 21               | 18               | 12               | 1 | 1                    | 2                    | 8                    |                      |                      |
| 2013-2014  | Rangers de New York      | LNH        | 42  | 2                | 9                | 11               | 10               | -                | - | -                    | -                    | -                    |                      |                      |
| 2013-2014  | Predators de Nashville   | LNH        | 25  | 1                | 4                | 5                | 8                | -                | - | -                    | -                    | -                    |                      |                      |
| 2014-2015  | Flyers de Philadelphie   | LNH        | 64  | 10               | 22               | 32               | 34               | -                | - | -                    | -                    | -                    |                      |                      |
| 2015-2016  | Flyers de Philadelphie   | LNH        | 52  | 4                | 9                | 13               | 16               | -                | - | -                    | -                    | -                    |                      |                      |
| 2016-2017  | Flyers de Philadelphie   | LNH        | 51  | 6                | 12               | 18               | 28               | -                | - | -                    | -                    | -                    |                      |                      |
| 2017-2018  | Canucks de Vancouver     | LNH        | 82  | 6                | 16               | 22               | 48               | -                | - | -                    | -                    | -                    |                      |                      |
| 2018-2019  | Canucks de Vancouver     | LNH        | 23  | 1                | 3                | 4                | 8                | -                | - | -                    | -                    | -                    |                      |                      |
| 2018-2019  | Ducks d'Anaheim          | LNH        | 12  | 0                | 3                | 3                | 0                | -                | - | -                    | -                    | -                    |                      |                      |
| 2018-2019  | Blues de Saint-Louis     | LNH        | 7   | 0                | 3                | 3                | 0                | -                | - | -                    | -                    | -                    |                      |                      |
| 2019-2020  | Ducks d'Anaheim          | LNH        | 49  | 2                | 13               | 15               | 14               | -                | - | -                    | -                    | -                    |                      |                      |
| 2020-2021  | Blue Jackets de Columbus | LNH        | 53  | 4                | 9                | 13               | 8                | -                | - | -                    | -                    | -                    |                      |                      |
| 2021-2022  | Sénateurs d'Ottawa       | LNH        | 26  | 3                | 10               | 13               | 4                | -                | - | -                    | -                    | -                    |                      |                      |
| 2021-2022  | Senators de Belleville   | LAH        | 26  | 10               | 7                | 27               | 18               | -                | - | -                    | -                    | -                    |                      |                      |
| 2022-2023  | Checkers de Charlotte    | LAH        | 25  | 2                | 8                | 10               | 14               | -                | - | -                    | -                    | -                    |                      |                      |
| 2022-2023  | Gulls de San Diego       | LAH        | 40  | 6                | 25               | 31               | 51               | -                | - | -                    | -                    | -                    |                      |                      |
| Totaux LNH | Totaux LNH               | Totaux LNH | 736 | 63               | 199              | 262              | 284              | 32               | 3 | 9                    | 12                   | 20                   |                      |                      |

### En équipe nationale
| Année | Équipe | Compétition          |   | PJ | B | A | Pts | Pun      |  | Résultat |
| 2010  | Canada | Championnat du monde | 5 | 0  | 0 | 0 | 0   | 7e place |  |          |

## Trophées et honneurs personnels
- 2018-2019 : champion de la coupe Stanley avec les Blues de Saint-Louis